# 테라 텀
테라 텀(Tera Term)은 일본의 테라니시 타카시(寺西 高)에 의해 개발된 오픈 소스 무료 단말 에뮬레이터 프로그램이다.
소스코드 및 개발은 BSD 라이센스하에 Tera Term Open Source Project에서 이루어지고 있다.
소스 코드는 파스칼을 기초로 해서 C와 C++로 작성되었다.
이것은 MS 윈도우 운영 체제 상에서 유닉스, 리눅스 계열의 서버에 시큐어 셸, 텔넷의 호환성을 기반으로 접속이 가능토록 하는 것이 주요 기능이다.

## 예제 매크로 코드
예제 매크로 코드는 다음과 같다.
```
getpassword
 
'username.dat'
 
'myusername'
 
username

getpassword
 
'password.dat'
 
'mypassword'
 
password

UsernamePrompt
 
=
 
'ogin:'

PasswordPrompt
 
=
 
'assword:'

inputbox
 
'Directory path & name followed by '
 
'Logging Directory'

; Default directory path for the log files C:\Logs

;loggerpath = 'C:\Logs'

loggerpath
 
=
 
inputstr

strcompare
 
loggerpath
 
''

if
 
result
 
=
 
0
 
then

   
loggerpath
 
=
 
'C:\Logs'

endif

messagebox
 
loggerpath
 
logfile
'

```

## 같이 보기
- PuTTY